# Mistrzostwa Azji Zachodniej w Lekkoatletyce 2012
2. Mistrzostwa Azji Zachodniej w Lekkoatletyce – zawody lekkoatletyczne, które odbyły się między 12 i 15 grudnia 2012 w Dubaju.

## Rezultaty
| Konkurencja:                  | 1. miejsce                   | Rezultat |
| Bieg na 100 m                 | Barakat Al-Harthi            | 10,39    |
| Bieg na 200 m                 | Reza Ghasemi                 | 21,04    |
| Bieg na 400 m                 | Mayuf Hassan Ahmed           | 46,99    |
| Bieg na 800 m                 | Adnan Taees Akkar            | 1:51,40  |
| Bieg na 1500 m                | Omar Awadh Al-Rashidi        | 3:56,04  |
| Bieg na 110 m przez płotki    | Abdulaziz Al-Mandeel         | 13,68    |
| Bieg na 400 m przez płotki    | Gamal Abdelnasir Abubaker    | 51,87    |
| Bieg na 3000 m z przeszkodami | Hossein Keyhani              | 8:55,59  |
| Sztafeta 4 x 100 m            | Iran                         | 40,26    |
| Sztafeta 4 x 400 m            | Zjednoczone Emiraty Arabskie | 3:10,80  |
| Skok wzwyż                    | Mutaz Essa Barshim           | 2,32     |
| Skok o tyczce                 | Fahad Bader Al-Mershad       | 4,90     |
| Skok w dal                    | Ali Reza Habibi              | 7,38     |
| Trójskok                      | Mohammed Abdullah Darwish    | 16,20    |
| Pchnięcie kulą                | Ahmed Hassan Gholoum         | 18,97    |
| Rzut dyskiem                  | Mohammad Samimi              | 62,36    |
| Rzut młotem                   | Ali Mohamed Al-Zinkawi       | 76,14    |
| Rzut oszczepem                | Ali Ammar                    | 69,31    |

| Konkurencja:                  | 1. miejsce           | Rezultat    |
| Bieg na 100 m                 | Dana Abdulrazak      | 11,91       |
| Bieg na 200 m                 | Greta Taslakian      | 24,16       |
| Bieg na 400 m                 | Greta Taslakian      | 54,13       |
| Bieg na 800 m                 | Betlhem Desalegn     | 2:14,30     |
| Bieg na 1500 m                | Betlhem Desalegn     | 4:32,92     |
| Bieg na 5000 m                | Alia Mohamed Saeed   | 16:20,62    |
| Bieg na 10 000 m              | Alia Mohamed Saeed   | 34:23,72    |
| Bieg na 3000 m z przeszkodami | Fatima Ghassan Rayya | 11:45,64 NR |
| Pchnięcie kulą                | Leyla Rajabi         | 16,96       |
| Rzut dyskiem                  | Leyla Rajabi         | 41,21       |